# Hans Jakob
Hans Jakob (ur. 16 czerwca 1908 w Monachium, zm. 24 marca 1994 w Ratyzbonie) – niemiecki piłkarz, bramkarz. Brązowy medalista MŚ 34.

## Kariera sportowa
W reprezentacji Niemiec zagrał 38 razy. Debiutował 2 listopada 1930 w meczu z Norwegią, ostatni raz zagrał w 1939. Podczas MŚ 34 wystąpił w jednym meczu (o brązowy medal). Był wówczas zawodnikiem SSV Jahn Regensburg. Brał udział w IO 36 i znajdował się w kadrze na MŚ 38. W czasie wojny przez trzy lata był piłkarzem Bayernu Monachium.